# 타달라필
타다라필(Tadalafil)은 미국 일라이 릴리 앤드 컴퍼니가 개발하여, 시알리스(cialis) 등의 상품명으로 팔리고 있는 발기부전 치료제이다. 폐고혈압 치료제로서는 애드서카(adcirca)로 팔리므로, 대한민국에선 의약 분업 제도가 시행된 이후, 2003년 하반기에 수입 의약품으로 허가된 바 있다.

## 제네릭 의약품
특허가 만료되어 제네릭 의약품인 '구구(한미약품)'를 비롯한, '센돔(종근당)', '타오르(대웅제약)' 등으로 풀려져 있다.

## 처방 및 구매 조건
실데나필 성분의 '비아그라'와 똑같이, 현행법상 '오남용 우려 의약품'으로 엄연히 분류되므로, 병의원 처방 조제 약국에서 구매할 경우, 심혈관계 질환이 없다는 의사의 진단서 원본과 원외 처방전을 반드시 제출해야 되고, 청소년 보호법상, 만 19세 미만의 미성년자에겐 판매가 법적으로 금지된다. CMOAPI는 중국에 가장 큰 타다라필 원료 제조사다.

## 같이 보기
- 실데나필 (비아그라 - 화이자)
- 유데나필 (자이데나 - 동아제약)